# Kabinett Rhein I
Das Kabinett Rhein I bildete vom 31. Mai 2022 bis zum 18. Januar 2024 die Landesregierung von Hessen. Am 31. Mai 2022 wählte der Hessische Landtag Boris Rhein (CDU) nach dem altersbedingten Rücktritt Volker Bouffiers im ersten Wahlgang mit 74 von 137 Stimmen zum neuen Ministerpräsidenten. Rhein erhielt damit fünf Stimmen mehr, als die 69 Abgeordneten der schwarz-grünen Regierungsparteien auf sich vereinten. Mindestens fünf Abgeordnete der Opposition stimmten demnach für Rhein, der am selben Tag vereidigt wurde und sein Kabinett berief.

## Kabinett
| Amt                                                       | Bild                                  | Name                 | Partei                | Partei                | Staatssekretäre                           | Partei    | Partei                |
| --------------------------------------------------------- | ------------------------------------- | -------------------- | --------------------- | --------------------- | ----------------------------------------- | --------- | --------------------- |
| Ministerpräsident                                         |                                       | Boris Rhein          |                       | CDU                   | Tobias Rösmann                            |           | CDU                   |
| Stellvertreter des Ministerpräsidenten                    |                                       | Tarek Al-Wazir       |                       | Bündnis 90/Die Grünen |                                           |           |                       |
| Wirtschaft, Energie, Verkehr und Wohnen                   | Philipp Nimmermann (bis 26. Mai 2023) | Tarek Al-Wazir       |                       | Bündnis 90/Die Grünen | Bündnis 90/Die Grünen                     |           |                       |
| Wirtschaft, Energie, Verkehr und Wohnen                   | Jens Deutschendorf                    | Tarek Al-Wazir       |                       | Bündnis 90/Die Grünen | Bündnis 90/Die Grünen                     |           |                       |
| Chef der Staatskanzlei                                    |                                       | Axel Wintermeyer     |                       | CDU                   |                                           |           |                       |
| Bund und Europa                                           |                                       | Lucia Puttrich       | CDU                   | Uwe Becker            |                                           | CDU       |                       |
| Inneres und Sport                                         |                                       | Peter Beuth          | CDU                   | Stefan Sauer          | CDU                                       |           |                       |
| Finanzen                                                  |                                       | Michael Boddenberg   | CDU                   | Martin Worms          |                                           | parteilos |                       |
| Justiz                                                    |                                       | Roman Poseck         | CDU                   | Tanja Eichner         |                                           | CDU       |                       |
| Kultus                                                    |                                       | Ralph Alexander Lorz | CDU                   | Manuel Lösel          | CDU                                       |           |                       |
| Wissenschaft und Kunst                                    |                                       | Angela Dorn-Rancke   |                       | Bündnis 90/Die Grünen | Ayse Asar                                 |           | Bündnis 90/Die Grünen |
| Soziales und Integration                                  |                                       | Kai Klose            | Bündnis 90/Die Grünen | Anne Janz             | Bündnis 90/Die Grünen                     |           |                       |
| Umwelt, Klimaschutz, Landwirtschaft und Verbraucherschutz |                                       | Priska Hinz          | Bündnis 90/Die Grünen | Oliver Conz           | Bündnis 90/Die Grünen                     |           |                       |
| Digitale Strategie und Entwicklung                        |                                       | Kristina Sinemus     |                       | CDU                   | Patrick Burghardt (bis 31. Dezember 2023) |           | CDU                   |